# Juan Vicente Mas Quiles
Juan Vicente Mas Quiles (* 25. Januar 1921 in Liria, Provinz Valencia; † 25. Oktober 2021) war ein spanischer Komponist und Dirigent.

## Leben und Wirken
Mas Quiles begann seine musikalische Ausbildung in der Musikschule der städtischen Ateneu Musical i d'Ensenyament Banda Primitiva de Llíria unter Leitung von José Llopis. Er studierte Flöte und Dirigieren am Konservatorium in València, das er 1940 abschloss. Danach trat er in den Militär-Musikdienst ein. 1946 wurde er Dirigent eines Blasorchesters der Infanterie. Später war er Dirigent in Sevilla und València sowie Gastdirigent bei verschiedenen europäischen und amerikanischen Symphonieorchestern.
Er komponierte viel „spanische Musik“, besonders Paso dobles und Märsche. Mehrere seiner Märsche gehören zum Repertoire der spanischen Armee; 1973 erhielt er einen Preis für seine Musik für militärische Zeremonien. Sein Parademarsch Sounds of Triumph und der Pasodoble Vince Gerado gelten als seine beiden bekanntesten Werke. Große Bekanntheit erwarb er sich in der Fachwelt durch seine Arrangements für Blasorchester von Großwerken der Musikliteratur, so z. B. Carmina Burana von Carl Orff, die sechs Sätze Granada, Cataluña, Sevilla, Cádiz, Asturias und Aragón aus der  Suite española von Isaac Albéniz, Dolly Suite von Gabriel Fauré und Kinderszenen von Robert Schumann. Er hat auch Bearbeitungen und Transkriptionen von Stücken von Johann Sebastian Bach, Beethoven oder Mussorgski vorgenommen.
Am 25. Januar 2021 feierte Mas Quiles in Liria die Vollendung des 100. Lebensjahres.

## Werke

### Werke für Blasorchester
- Al redoble de Tambour
- Clarinera Major Paso doble
- De oro y plata
- Dos sonrisas (Zwei Sonnenstrahlen)
- Fiestas en Dax
- Marcha de los Gladiatores
- Olé mi morena
- Sones de triunfo
- Triunfa la Paz
- Vicente Gerardo